# Fredrikstad/Sarpsborg
Fredrikstad/Sarpsborg ist ein Tettsted in den norwegischen Kommunen Fredrikstad und Sarpsborg in der Provinz (Fylke) Østfold. Der Tettsted hat 121.679 Einwohner (Stand: 1. Januar 2024) und ist damit der sechstgrößte Tettsted Norwegens. Fredrikstad/Sarpsborg liegt am Unterlauf der Glomma.

## Geografie und Einwohner
Fredrikstad/Sarpsborg ist ein sogenannter Tettsted, also eine Ansiedlung, die für statistische Zwecke als eine Siedlung gewertet wird. Nach Oslo, Bergen, Stavanger/Sandnes und Trondheim ist Fredrikstad/Sarpsborg mit 121.679 Einwohnern (Stand: 1. Januar 2024) der fünftgrößte Tettsted Norwegens. Von den Einwohnern leben 71.296 in der Kommune Fredrikstad und 50.383 in der Kommune Sarpsborg.
Fredrikstad/Sarpsborg liegt in Südostnorwegen, wobei Fredrikstad den südwestlichen und Sarpsborg den nordöstlichen Teil des Tettsteds ausmacht. Fredrikstad liegt an der Küste. Dort mündet auch die Glomma, Norwegens längster Fluss, in das Meer. Zuvor durchfließt sie sowohl Sarpsborg als auch Fredrikstad.
| Kommune     | Einwohner des Tettsteds 1. Januar 2024 | Einwohner der Kommune 1. Januar 2025 | Fläche des Tettsteds 1. Januar 2024 | Fläche der Kommune 1. Januar 2025 |
| ----------- | -------------------------------------- | ------------------------------------ | ----------------------------------- | --------------------------------- |
| Fredrikstad | 71.296                                 | 85.862                               | 35,8 km²                            | 292,55 km²                        |
| Sarpsborg   | 50.383                                 | 60.139                               | 24,78 km²                           | 405,6 km²                         |
| Gesamt      | 121.679                                | –                                    | 60,57 km²                           | –                                 |

Fredrikstad und Sarpsborg wurden bis 1998 als eigene Tettsteder gewertet. Im Jahr 1990 hatte Fredrikstad 50.179 und Sarpsborg 39.772 Einwohner. In der vom norwegischen Statistikamt Statistisk sentralbyrå (SSB) für das Jahr 1999 angefertigten Liste der Tettsteder wurde Fredrikstad/Sarpsborg erstmals als ein gemeinsamer Tettsted gewertet. Zugleich wurden auch Stavanger/Sandnes und Porsgrunn/Skien zusammengelegt. Im Jahr 2000 hatte Fredrikstad/Sarpsborg 93.273 Einwohner, die auf 62,48 km² verteilt lebten. In den folgenden Jahren stieg sowohl die Zahl der Einwohner als auch die Fläche an. Im Jahr 2008 wurde der Tettsted erstmals mit über 100.000 Einwohnern geführt. Bis 2012 hatte der Tettsted 105.545 Einwohner auf 67,31 km² erreicht. In der Statistisk für das Jahr 2013 sank die Fläche auf 57,17 km², danach begann die Fläche wiederum anzuwachsen.

## Geschichte
Sarpsborg wurde 1016 von Olav II. Haraldsson gegründet und gehört zu den ältesten Städten Norwegens. Im Jahr 1567 wurde Sarpsborg durch die Schweden im Dreikronenkrieg niedergebrannt. Mit Fredrikstad wurde in der Folge eine neue Siedlung an der Mündung der Glomma gegründet. Fredrikstad wurde nach Friedrich II. (Fredrik II). Der Stadttitel ging im Zuge dessen von Sarpsborg auf Fredrikstad über. Sarpsborg erhielt den Stadtstatus im Jahr 1839 wieder.

## Wirtschaft und Infrastruktur

### Verkehr
Die Europastraße 6 (E6) führt von Südosten Richtung Nordwesten durch Sarpsborg. Die wird etwas südlich der Glomma vom Riksvei 22 gekreuzt, der parallel zur Glomma verläuft. Der Riksvei stellt von der E6 die Anbindung nach Fredrikstad im Südwesten her. Von Fredrikstad führt weiter westlich zudem der Riksvei 110 in den Norden zur E6.
Sarpsborg und Fredrikstad liegen beide an der Bahnlinie Østfoldbanen, die die Verbindung nach Oslo im Nordwesten herstellt. Der Bahnhof von Sarpsborg wurde 1879 eröffnet, als die Bahnlinie fertiggestellt wurde. Er liegt rund 110 Schienenkilometer vom Osloer Hauptbahnhof Oslo S entfernt. Ebenfalls im Jahr 1879 wurde der Bahnhof von Fredrikstad eröffnet. Von dort ist der Hauptbahnhof von Oslo knapp 95 Kilometer entfernt.

### Wirtschaft
Im Jahr 2021 arbeiteten von rund 39.500 Arbeitstätigen in der Kommune Fredrikstad etwa 24.200 in der Kommune selbst, rund 6300 pendelten nach Sarpsborg. Zugleich pendelten zirka 4500 Einwohner von Sarpsborg nach Fredrikstad, während knapp 16.000 ihren Arbeitsplatz in Sarpsborg hatten. In beiden Kommunen war Oslo das dritthäufigste Ziel.

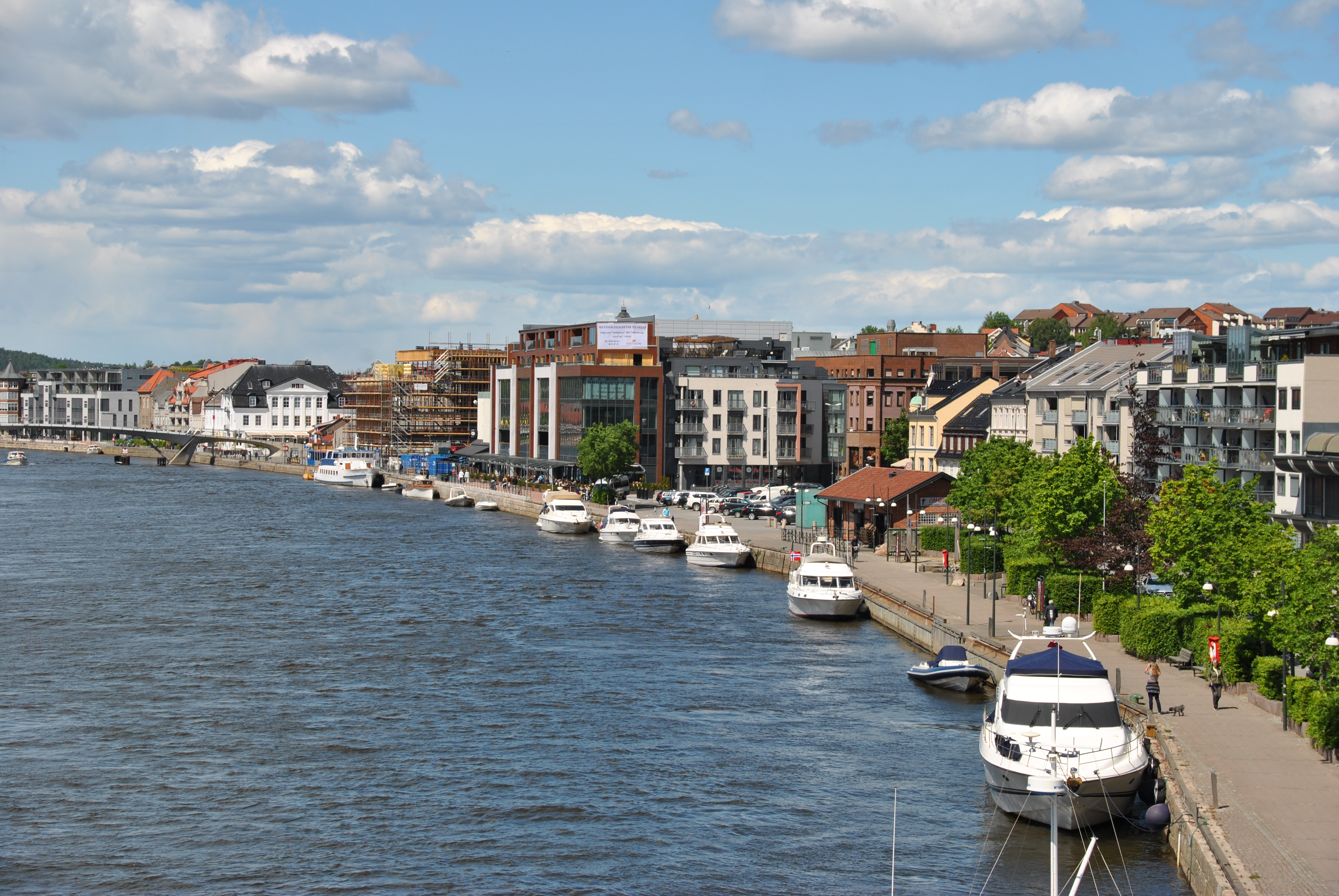
Glomma in Fredrikstad
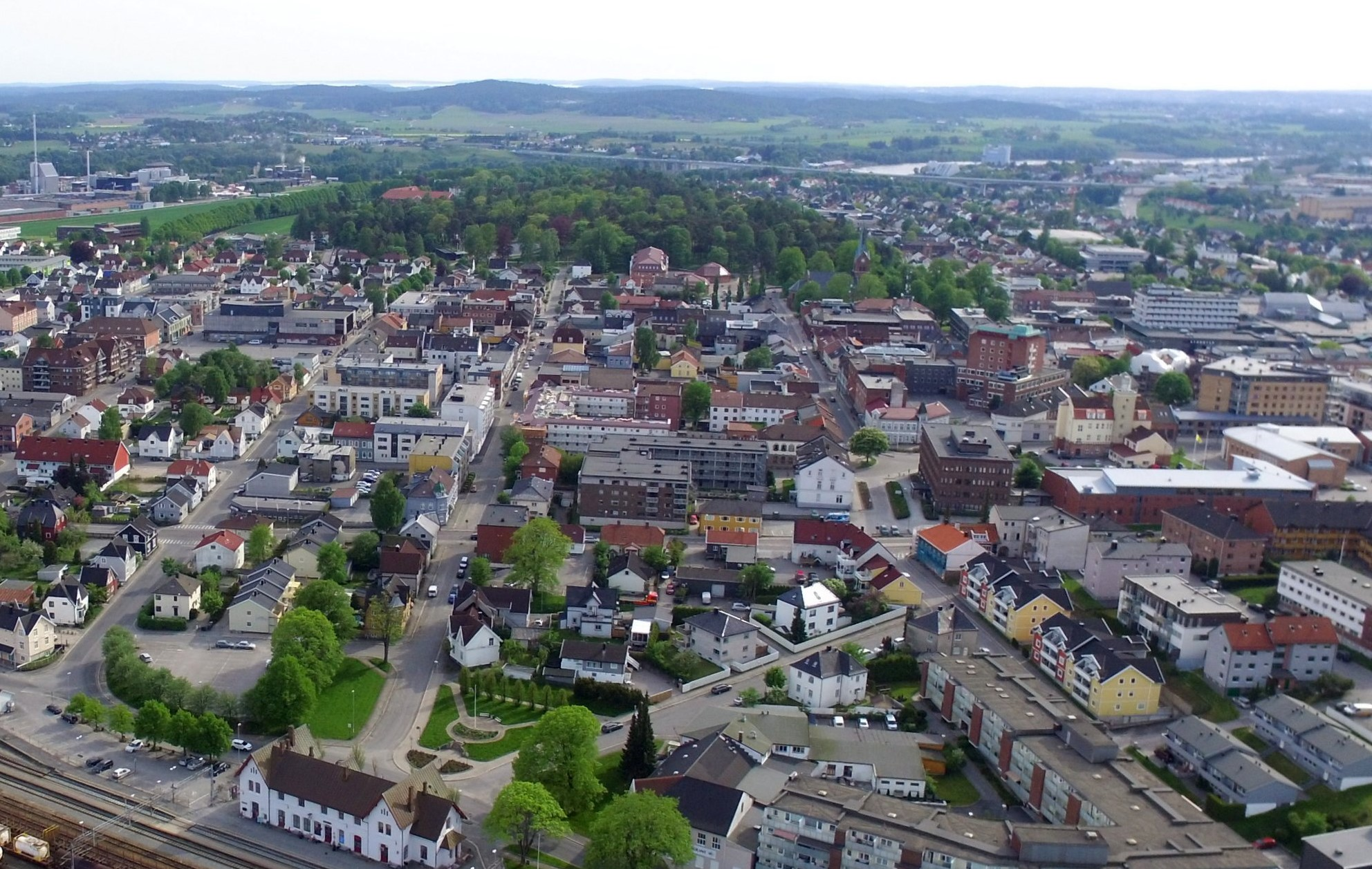
Blick auf das Zentrum von Sarpsborg